# Novellaberg

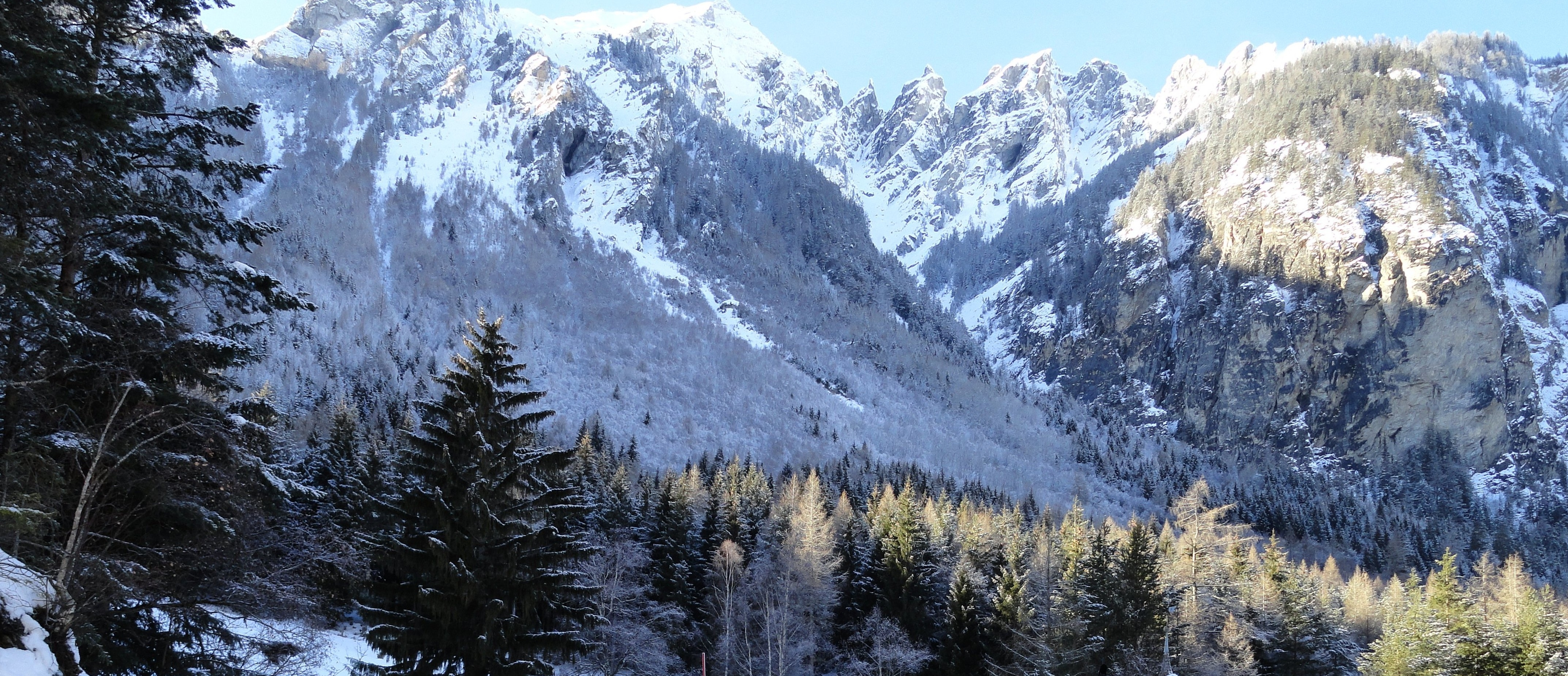
Das steile Gelände des Novallabergs bei Vinadi. Blick gegen die Craista Sura, einen Ausläufer des Piz Alpetta.

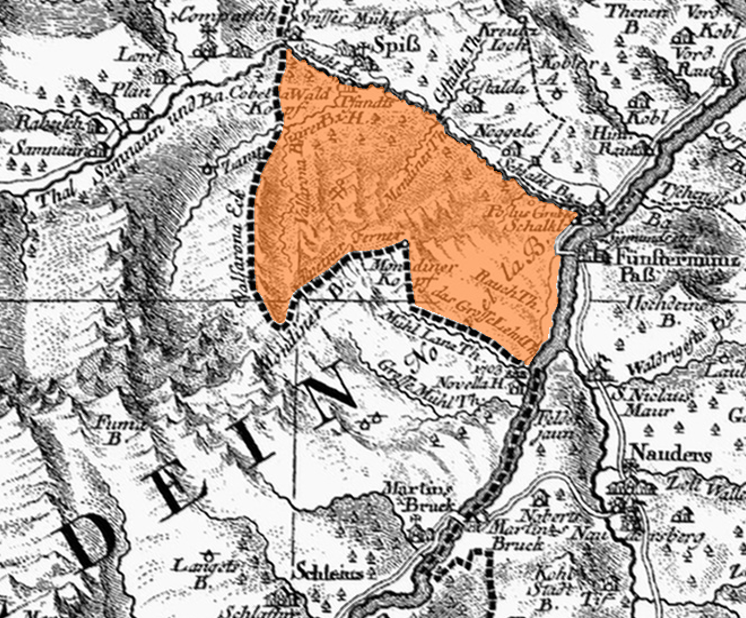
Orange: Lage und Grösse des strittigen Territoriums im sogenannten Gränzanstand bei Finstermünz. Der Novellaberg liegt, als Novella B. bezeichnet, im Süden des eingefärbten Territoriums, zur Hälfte im Territorium, zur Hälfte ausserhalb. Detail aus dem Atlas Tyrolensis von 1774.

Novellaberg (auch Novellenberg, bündnerromanisch im Idiom Vallader Munt Novella) ist die historische Bezeichnung des Südabhangs des Piz Mundin im Schweizerischen Unterengadin.
Der Novellaberg war ein strategisch interessantes Gebiet mit einer Fläche von 18 Quadratkilometern. Österreich und die Schweiz stritten vom 15. Jahrhundert an bis 1868 um die territoriale Zugehörigkeit des Novellabergs, im 19. Jahrhundert unter der Bezeichnung Gränzanstand bei Finstermünz. Seit dem Staatsvertrag von 1868 gehört der Novellaberg endgültig zur Schweiz.

## Lage und Grösse

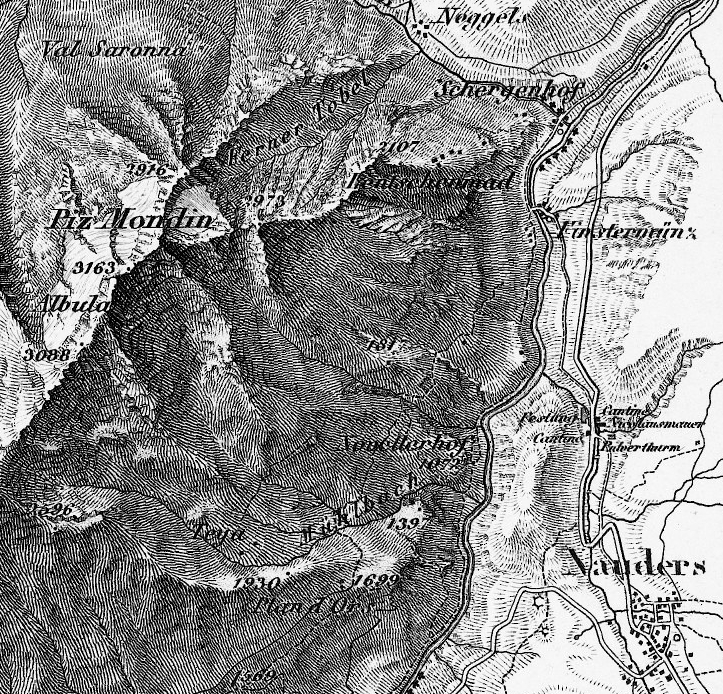
Finstermünz: die Grenzsituation gemäss der Schweizer Dufourkarte von 1864, die den Novellaberg trotz laufender Verhandlungen bereits als Schweizer Territorium darstellt. In der Karte rechts gut sichtbar die neue Strasse von der Kajetansbrücke nach Nauders, mit der Festung Cantine. Rechts unter der Kartenmitte der Novellerhof, heute als Ovella-Hof bezeichnet.

Als Novellaberg im eigentlichen Sinne wurde der Südabhang des Piz Mundin bezeichnet. Er liegt heute im untersten Teil des Schweizer Unterengadins, in unmittelbarer Nähe zu Tirol bzw. Österreich.
Die Bezeichnung Novellaberg stand in engem Kontext mit dem Territorialkonflikt zwischen Österreich und der Schweiz, der von Beginn der Neuzeit bis 1868 dauerte, und umfasste daher in einem weiteren Sinn auch die gesamte rechte Flanke des Schergenbaches, der, von Samnaun her kommend, in den Inn mündet und heute die Grenze zwischen dem Unterengadin und Tirol bildet.
Schon in der Schweizer Dufourkarte, Blatt XV von 1864 – erschienen mitten während der entscheidenden Verhandlungen im Grenzkonflikt zwischen Österreich und der Schweiz – wurde die Bezeichnung Novellaberg nicht mehr verwendet. Sie wurde auch später in der Siegfriedkarte und in der Landeskarte der Schweiz nicht wieder aufgenommen.
Das strittige Territorium des Novellabergs inklusive der Schergenbachflanke im Samnauntal mass circa 18 Quadratkilometer. Diese Fläche war zweieinhalb mal so gross wie jene des Dappentals, das im 19. Jahrhundert ebenfalls ein bedeutsames Grenzkonfliktterritorium der Schweiz darstellte. Dass der Grenzkonflikt um den grossflächigen Novellaberg im historischen Bewusstsein weniger verankert ist als die Dappentalfrage, dürfte damit zusammenhängen, dass das Dappental zumindest dünn besiedelt war, dass es durch eine für Frankreich bedeutsame strategische Strasse erschlossen war und dass Napoleon III. das von der Schweiz verwaltete Gebiet im Jahr 1861 militärisch besetzen liess.
Die strittige Fläche wurde zu jener Zeit amtsseitig nicht in Quadratkilometern beziffert, sondern in „Stunden“: Der eidgenössische Bundesrat sprach von einem „Gebiet von 8 Stunden Umfanges“. Wenn man dieser Quantifizierung die damals in der Schweiz übliche Wegstunde von 4,8 km Länge zugrunde legt, erhält man zwar einen Umfang von 38,4 km, aber ebenso wenig eine Flächenangabe, wie man sie heute in den Medien oder in staatlichen Verhandlungsdokumenten erwarten würde.

## Geschichte

### Mittelalter
Seit 1140 stand das Unterengadin und damit auch der Novellaberg unter der weltlichen Herrschaft der Grafschaft Tirol, während die kirchliche Herrschaft vom Bistum Chur ausgeübt wurde.
1363 kam Tirol zu Österreich. Die Habsburger verloren ihren Einfluss über das Unterengadin zunehmend.

### 16. Jahrhundert
In den Jahren 1542 und 1554 errichteten die Bewohner Tschlins einen Fussweg von Martina bis zum österreichischen Schergenbach, was eine Umgehung der Zollstelle Altfinstermünz bedeutete. Diese Versuche konnten von Österreich nicht geduldet werden, und beide Male wurden die Wege durch Österreich zerstört.
Unmittelbar nach der Zerstörung des zweiten Wegbaus kaufte die österreichische Staatsverwaltung 1555 im Namen des Habsburger Königs Ferdinand I. den Novellahof, um am Novellaberg Fakten zu schaffen. Im Gegenzug intervenierten die Bewohner von Tschlin so, dass die Arbeit des österreichischen Pächters auf dem Novellahof verunmöglicht wurde.
Im Jahre 1600 machte der Graubündner Bundestag Tirol einen Vorschlag, der der heutigen Situation nahekam: Übergabe des Novellaberges an Graubünden, jedoch unter Ausklammerung des Schalklhofes, der Brücke und Wehranlage bei Altfinstermünz sowie des Verbindungsweges dazwischen.

### 17. Jahrhundert

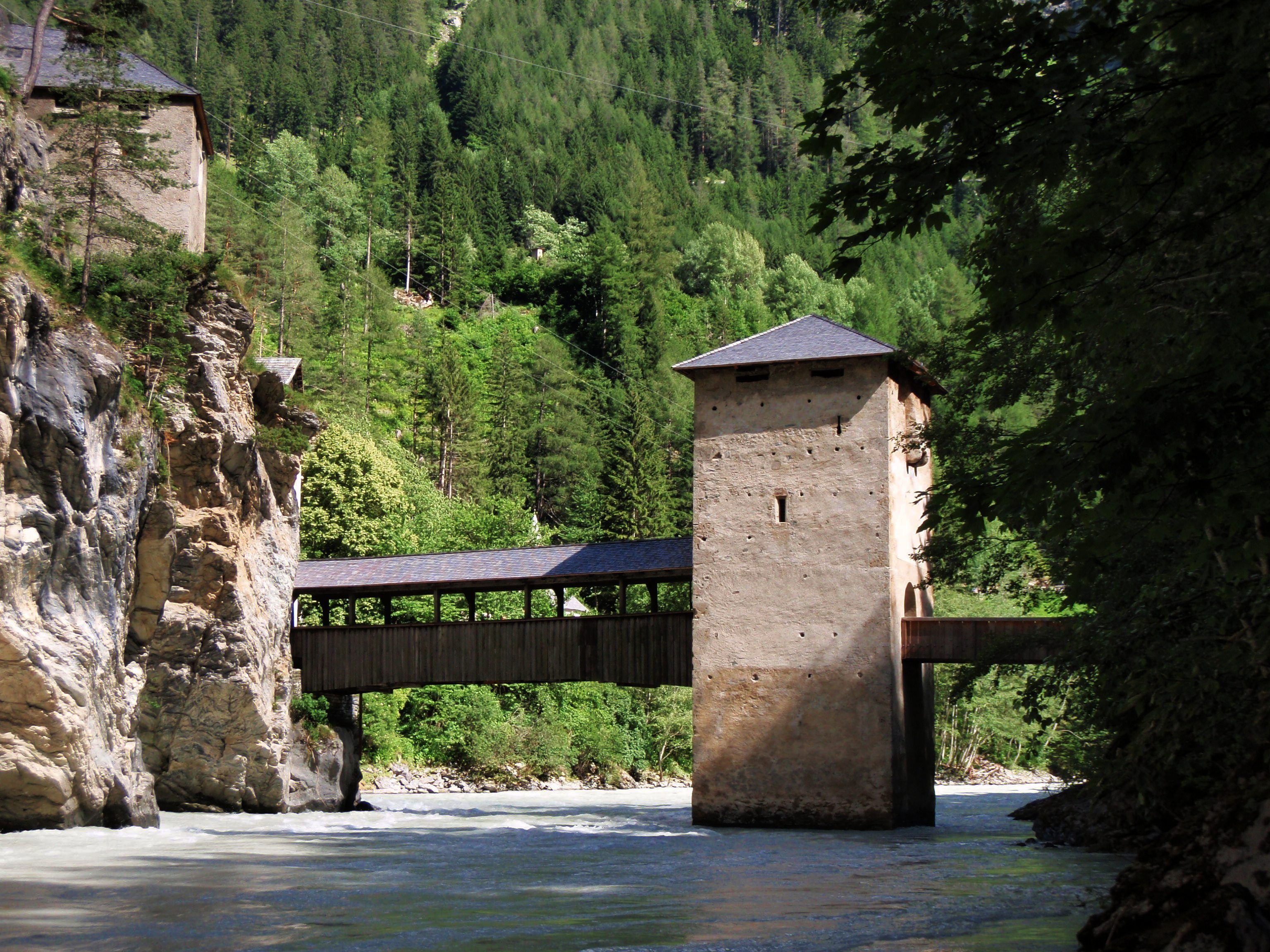
Finstermünz: Die Festungsbrücke über den Inn bei Altfinstermünz, flussaufwärts betrachtet.

1604 hätte der Landvogt von Castels (im heute schweizerischen Prättigau, damals ein österreichischer Verwaltungssitz) den Vorschlag des Graubündner Bundestags von 1600 angenommen, doch die beiderseitige Ratifikation scheiterte an einer Zusatzforderung der Bündner im Zusammenhang mit einer Grenzstreitigkeit aus dem Jahr 1592 mit Bezug auf den Vinschgauer Ort Mals.
Im Juli 1652 kaufte sich das mittlerweile, abgesehen von Tarasp, reformiert gewordene Unterengadin zwar von Österreich los, doch bestand seither Uneinigkeit über den genauen Grenzverlauf am Novellaberg. Österreich hatte aus der Vergangenheit heraus Angst davor, dass das Unterengadin als Einfallstor für militärische Angriffe genutzt würde. Zudem hatte Österreich weiterhin kein Interesse daran, dass seine Binnenzollstelle in Altfinstermünz umgangen wurde.

### 18. Jahrhundert

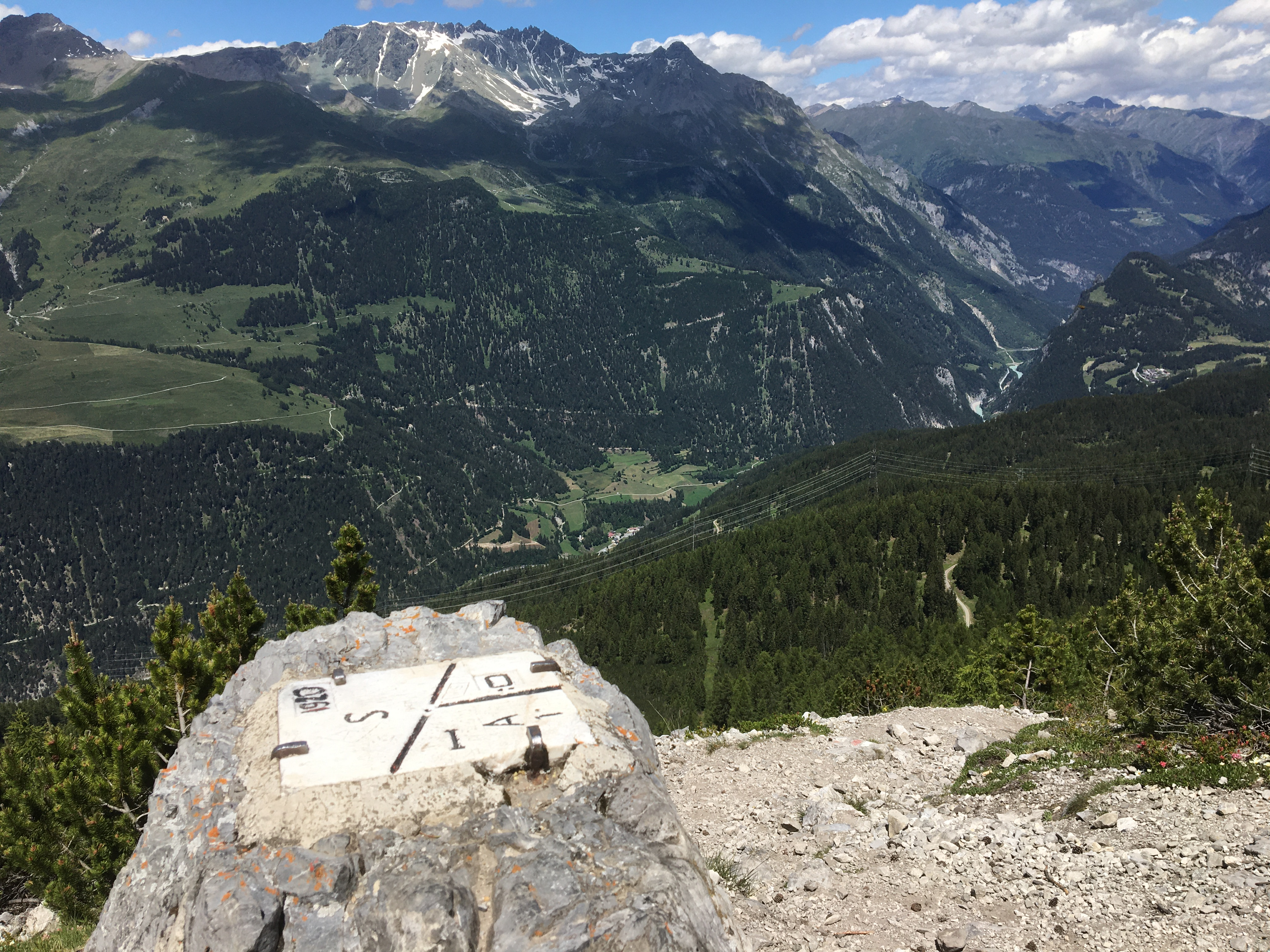
Das enge Tal bei Valsot mit der Strasse unten am Inn. Berge: Piz Mundin und Piz Alpetta. Blick vom Dreiländerpunkt A-IT-CH.

Die militärische Wichtigkeit des Novellabergs wird im Atlas Tyrolensis bezeugt: Für das Jahr 1703 ist eine militärische Stellung im Zusammenhang mit dem Bayrischen Rummel vermerkt. Man befürchtete in diesem Krieg einen französischen Einmarsch aus dem Süden.
Nach zahlreichen Verhandlungen erfolgte 1766 eine neue Grenzziehung, die den Novellaberg zu Österreich schlug. In den Jahren 1769/70 schickte das österreichische Kaiserhaus den Kartographen Blasius Hueber zum Novellaberg, um die Grenzberichtigung nachzuvermessen. Der neu ausgehandelte Grenzverlauf ist im Atlas Tyrolensis in der Ausgabe des Jahres 1774 ersichtlich: Der untere Teil des Novellabergs, aber auch die ganze rechte Flanke des Schergenbaches, durch die heute die Schweizer Samnaunerstrasse führt, gehörten zu Österreich. Der Piz Mundin, im Atlas noch als Mondiner Berg bezeichnet, war ein Grenzpunkt. Im Engadiner Haupttal trennte das Mühl-Lana-Tal (heute Val Mundin) den oberen, schweizerischen Novellaberg vom unteren, österreichischen Novellaberg. Der Ovellahof wurde zur untersten Schweizer Siedlung.
Ein Jahrzehnt später, 1779, wurde Altfinstermünz als Binnenzollstelle aufgehoben. Damit fiel für Österreich im Streit um den Novellaberg wenigstens das Argument weg, der Novellaberg könnte zur Umgehung der eigenen Zollstelle missbraucht werden.

### 19. Jahrhundert
1803 stiess der Kanton Graubünden als gleichberechtigter Kanton zur Schweiz, die damals noch ein Staatenbund war. 1830 gab es Ideen von Seiten Graubündens, eine Strasse auf Schweizer Territorium vom Engadiner Haupttal nach Samnaun zu bauen. Diese Verbindung hätte aber – zumindest unter Annahme einer Route, die der heutigen ähnlich wäre, und eine andere wäre damals strassenbautechnisch nicht zu realisieren gewesen – zu jenem Zeitpunkt gar nicht auf Schweizer Territorium gelegen, sondern grösstenteils durch den österreichischen Novellaberg geführt.
1834 wurde unterhalb von Nauders die Festung Hochfinstermünz erbaut. Damit hätte Österreich auch eine mögliche Schweizer Strassenverbindung am Novellaberg einsehen und militärisch kontrollieren können. 1848 wandelte sich die Schweiz vom Staatenbund zum Bundesstaat. Damit wurde für Österreich nun die Schweiz zur Verhandlungspartnerin.
Zwischen 1850 und 1854 wurde der Reschenpass auf der Nordseite durch die direkte Verbindung von der Kajetansbrücke nach Nauders erschlossen. Damit wurde Altfinstermünz unwichtig und folglich auch die Bedrohung durch eine mögliche Schweizer Strassenverbindung. Andererseits hätte die bedingungslose Übergabe des Novellabergs dem jungen Bundesstaat die militärische Einsicht in diese moderne Reschenpassrampe erlaubt, und damit die Kontrolle der Verbindung nach Südtirol und Richtung Lombardei. Österreich gab seine lombardischen Territorien erst ein paar Jahre später, nämlich 1859, auf.

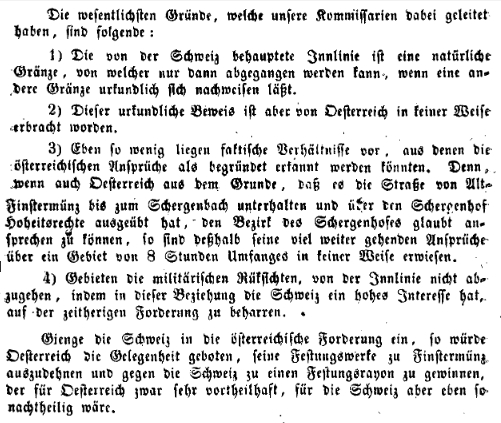
Grenzanstand bei Finstermünz: Die Argumente des Schweizerischen Bundesrates vom 23. Dezember 1859.
Ausschnitt des Bundesblattes vom 7. Januar 1860.

Der geteilte Novellaberg war für die junge Republik Schweiz unbefriedigend. Sie beanspruchte nach wie vor den ganzen Novellaberg bis zur Einmündung des Schergenbachs, während Österreich auf der Grenzziehung von 1766 beharrte. Am 12. September 1859 kam es zur ersten Konferenzverhandlung, und zwar im schweizerischen Müstair. Die Schweiz stützte sich damals in ihrer Argumentation auf die natürliche Grenze des Novellaberges (Inn und Schergenbach) sowie das Fehlen anderslautender Urkunden oder praktischer Vorteile für Österreich. Die Schweiz deklarierte jedoch auch offen ein militärisches Interesse am Novellaberg und befürchtete eine Ausdehnung des Festungswerks von Hochfinstermünz auf die linke Talseite, den Novellaberg.
1861 kam es zu einem österreichischen Mittelvorschlag, welchen die Schweiz ablehnte. In der Folge wurden über fast zehn Jahre – mit einem Unterbruch von 1863 bis 1866 – diplomatische Noten ausgetauscht. Der eidgenössische Bundesrat stellte sich am 2. November 1864 intern die Frage, warum Österreich mit dem vereinbarten Strassenbau noch nicht einmal begonnen hatte, während das Teilstück der Schweiz bereits fast fertig war. Der Grenzkonflikt erhielt die diplomatische Bezeichnung Gränzanstand bei Finstermünz, und zeitweise erhob Österreich Gegenansprüche an der Grenze zum benachbarten Münstertal und im ebenfalls benachbarten Paznauntal (Ischgl und Galtür).

### Staatsvertrag
Seit 1863 war der Grenzanstand bei Finstermünz einer der letzten grossen territorialen Konflikte der erst 15-jährigen Schweizer Republik mit einem benachbarten Staat. In der Dappentalfrage, bei der es um ein Gebiet von sieben Quadratkilometern an der Grenze zwischen der Schweiz und Frankreich gegangen war, konnte am 8. Dezember 1862 eine Einigung erzielt werden, und am 20. Februar 1863 konnte der Dappentalvertrag ratifiziert werden. Daneben gab es den Konflikt um die Valle Cravariola, der erst 1874 geregelt werden konnte.
Am 14. Juli 1868 wurde zwischen Seiner kaiserlichen und königlichen Apostolischen Majestät und dem Bundesrathe der schweizerischen Eidgenossenschaft ein Staatsvertrag unterschrieben, der den Novellaberg und die rechte Flanke des Schergenbachs nun neu der Schweiz zuschlug. Dabei unterlief ein Fehler, der dazu geführt hätte, dass Altfinstermünz vom österreichischen Inntal isoliert worden wäre:

„In Rücksicht der Graubündnerischen Grenzen hat sich ein sehr großer unleidentlicher Fehler eingeschlichen. Es werde nämlich von Finstermünz eine kleine Strecke die Landstraße, wodurch ein Landesviertel mit dem anderen, d. h. der Vinschgau mit dem Oberinntal vereinigt wird, für Graubündnerisch angezeigt.“

Der Fehler wurde korrigiert, die Schweizer stellten keine Ansprüche an dieses Verbindungsstück zwischen Schalkl und Altfinstermünz. Bis heute ist ein schmaler Landstreifen links des Inns von Altfinstermünz bis nach Schalkl österreichisch.
Als vertragliche Gegenleistung zum Gebietsgewinn musste die Schweiz sich, so wörtlich, verbindlich machen, auf dem ihr zufallenden Gebiete und insbesondere auf dem Novellaberge keine Befestigungen zu erbauen.
Beide Parteien verpflichteten sich im Vertrag, mit thunlichster Beförderung einen zweckmässigen Strassen-Anschluss zwischen dem Engadin und Tirol herzustellen. Tatsächlich wurde die Strassenverbindung erst 1923 eröffnet, neun Jahre nach der Eröffnung der Samnaunerstrasse, der Schweizer Strassenverbindung nach Samnaun durch den ehemals österreichischen Teil des Novellabergs.
Trotz der neuen territorialen Zugehörigkeit gab es weiterhin grenzüberschreitende Nutzungsrechte. So durfte zum Beispiel der Schalklhof an den Hängen des Piz Alpetta und auf Pra dal Cor mähen, wie eine amtliche Mitteilung von 1897 verlauten liess:

„[Der Schalklhof] gaudiere, auf Lentsche und Mundyn nach Belieben mähen zu dürfen.“

## Ovella-Hof
Der Ovella-Hof (auch Novellerhof, Novelles, Uella, Aguella, Juvelle oder Jufell) besteht heute aus einem als Maiensäss genutzten Hof auf einer Lichtung zwischen Martina und Vinadi, also etwa in der Mitte des historischen Novellaberges.
(46° 54′ 23,3″ N, 10° 28′ 35,1″ O)
Einerseits wird der hof in Nawell (abgeleitet von lateinisch NOVELLA in der Bedeutung Neureute) zwar in einer Liste von Neurodungen aus dem Jahr 1482 erwähnt, und zwar als zum bündnerischen Tschlin gehörig, andererseits wird Juvelle bereits seit 1258 jeweils zusammen mit der damaligen Siedlung Pontalt bei Cinuos-chel-Brail (heute Punt Ota, dt. Hohe Brücke) anstelle von Martina als Grenzpunkt des Unterengadins genannt.
Ovella war über viele Jahrhunderte wichtiger Grenzpunkt zwischen dem Engadin und Tirol bzw. Österreich. Der Talweg führte bis 1911 über die Lichtung von Ovella. Mit dem Bau der Strasse zwischen der Ovella-Lichtung und dem Inn geriet der Ovellahof ins Abseits. Die frühere Route wird heute nur noch als geschotterter Zufahrtsweg von der Hauptstrasse von Norden her bis zum Hof genutzt. Der südliche, etwa 1000 Meter lange Teil der früheren Route ist heute nicht mehr regulär begehbar.
Der heutige Bauernhof auf der Ovella-Lichtung besteht aus einem Bauernhaus mit angebautem Stall. Die Fassade weist zahlreiche Malereien auf. Der Dachstock stammt aus dem 19. Jahrhundert, die Täfelung der Stube etwa aus dem 17. Jahrhundert. Die restliche Bausubstanz ist unbekanntem Datums.
Der Ovella-Hof war bis zu Beginn des 21. Jahrhunderts mit der 500 m höher gelegenen Weide Ovella Arsüra (auch Pra d’Arsüra) über einen Weg verbunden. Dieser ist in jüngster Zeit jedoch verloren gegangen.